# Ayapanopsis
Ayapanopsis es un género de plantas perteneciente a la familia Asteraceae. Comprende 39 especies descritas y de estas solo 20 aceptadas.

## Descripción
Las plantas de este género solo tienen disco (sin rayos florales) y los pétalos son de color blanco, ligeramente amarillento blanco, rosa o morado (nunca de un completo color amarillo).

## Taxonomía
El género fue descrito por R.M.King & H.Rob. y publicado en Phytologia 24: 382. 1972.
Etimología
Ayapanopsis: nombre genérico que significa "similar al género Ayapana"

## Especies aceptadas
A continuación se brinda un listado de las especies del género Ayapanopsis aceptadas hasta junio de 2012, ordenadas alfabéticamente. Para cada una se indica el nombre binomial seguido del autor, abreviado según las convenciones y usos.
1. Ayapanopsis adenophora R.M.King & H.Rob.
2. Ayapanopsis andina (B.L.Rob.) R.M.King & H.Rob.
3. Ayapanopsis beckii H.Rob.
4. Ayapanopsis cuchabensis (B.L.Rob.) R.M.King & H.Rob.
5. Ayapanopsis didyma (Klatt) R.M.King & H.Rob.
6. Ayapanopsis esperanzae (Hassl.) R.M.King & H.Rob.
7. Ayapanopsis euphyes (B.L.Rob.) R.M.King & H.Rob.
8. Ayapanopsis ferreyrae R.M.King & H.Rob.
9. Ayapanopsis ferreyrii R.M.King & H.Rob.
10. Ayapanopsis latipaniculata (Rusby) R.M.King & H.Rob.
11. Ayapanopsis luteynii H.Rob. & Pruski
12. Ayapanopsis mathewsii (B.L.Rob.) R.M.King & H.Rob.
13. Ayapanopsis oblongifolia (Gardner) R.M.King & H.Rob.
14. Ayapanopsis tarapotensis (B.L.Rob.) R.M.King & H.Rob.
15. Ayapanopsis thermarum (B.L.Rob.) H.Rob.
16. Ayapanopsis triosteifolia (Rusby) R.M.King & H.Rob.
17. Ayapanopsis tucumanensis (Lillo & B.L.Rob.) R.M.King & H.Rob.
18. Ayapanopsis vargasii R.M.King & H.Rob.
19. Ayapanopsis wurdackiana H.Rob.
20. Ayapanopsis wurdackii H.Rob.